# Честер Алан Артур
Честер Алан Артур (англ. Chester Alan Arthur; 5 жовтня 1829 — 18 листопада 1886) — 21-й президент США (1881–1885), республіканець. У 1880 році був обраний віцепрезидентом Джеймса Гарфілда і зайняв його місце, коли через рік Гарфілда вбили.

## Початок кар'єри
Честер Алан Артур був сином переселенця з Ірландії, баптистського священика; народився у Фейрфілді, в окрузі Франклін, в штаті Вермонт, вчився в «Union College» в Скенектеді, в штаті Нью-Йорк, і, присвятивши себе адвокатурі, оселився в 1851 р. у Нью-Йорку, де незабаром почав грати політичну роль і у 1856 р. сприяв створенню Республіканській партії. Під час громадянської війни у США 1861—1865 він у ролі першого генерал-інспектора, а пізніше генерал-квартирмейстера Нью-Йорка працював над озброєнням військ штату і доставлянням їх у театр бойових дій. Призначений в 1872 р. президентом Уліссом Грантом у нагороду за надані їм послуги головним митним директором (Collector of Customs) нью-йоркської гавані, він займав цю важливу та вигідну посаду до 20 липня 1878 року, коли президент Резерфорд Хейз усунув його за опозицію реформі громадянської служби, під виглядом звинувачення у хабарництві. Ця сильна міра справила глибокий розкол у республіканській партії й змусила Артура стати на бік тих, що під проводом сенатора Конклінга надавали завзятий опір реформам Хейза.

## Віце-президентство і президентство
На конвенті республіканської партії, котра виставила у червні 1880 р. в Чикаго кандидатом у президенти Джеймса Гарфілда, Артура призначили кандидатом у віце-президенти, щоб примирити меншість Конклінга (так звані Stalwarts) і виявити одностайну дію партії. Гарфілд та Артур були обрані 2 листопада 1880 року. 2 липня 1881 р. Гарфілд був смертельно поранений Шарлем Гіто, але прожив у важкому стані ще два місяці. Фігура Артура (над яким тяжіло звинувачення в хабарництві) була украй непопулярною (крім того, психічно ненормальний Гито, стріляючи в президента, вигукнув, що робить Артура президентом), і він утримувався від того, щоб за життя Гарфілда в повному об'ємі переймати його обов'язки.
19 вересня 1881 р. Гарфілд помер, Артур прийняв президентство і 22 вересня 1881 р. присягнув конституції. До кінця 1881 р. Артур змінив головний склад колишнього кабінету. Нові міністри належали правому, так званому конклінговському, боку республіканської партії.
На посту президента Артур провів нову реформу цивільної служби, результати якої зберігалися тривалий час; його називають «батьком цивільної служби США». Попри початкову непопулярність, Артур впорався зі президентськими повноваженнями більш ніж успішно, і до закінчення терміну він завоював загальну вдячність, навіть із боку такого скептика як Марк Твен, що завжди сміявся над політиками.
По закінченні повноважень Артур не виявляв бажання балотуватися самостійно, повернувся до Нью-Йорка й помер за півтора роки на 58-му році життя від інсульту. Менше, ніж він, експрезидентом США був лише Джеймс Нокс Полк.

## Цікавий факт
- За його каденції та ініціативи у жовтні 1884 року відбулася Міжнародна меридіанна конференція: делегати від 25 країн зібралися у місті Вашингтон (США), щоб визначити початковий («нульовий») меридіан для міжнародного використання[3].